# Nové Mesto nad Váhom
Nové Mesto nad Váhom is een Slowaakse gemeente in de regio Trenčín, en maakt deel uit van het district Nové Mesto nad Váhom.
Nové Mesto nad Váhom telt 20.827 inwoners.

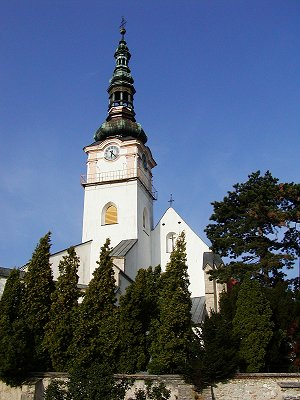
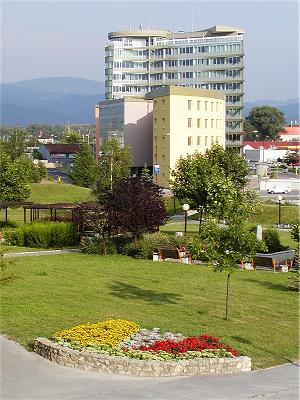